# Владимир Стоянчевич
Владимир Стоянчевич (на сръбски: Владимир Стојанчевић или Vladimir Stojančević) е виден сръбски историк от XX век.

## Биография
Стоянчевич е роден на 16 април 1923 година в северномакедонския град Скопие, тогава в Сърбо-хърватско-словенското кралство. В 1956 година завършва история във Философския факултет на Белградския университет. Занимава се с историята на Сърбия през XIX и XX век. Работи като сътрудник и научен съветник в Историческия институт на Сръбската академия на науките и изкуствата до пенсионирането си в 1984 година. На 16 ноември 1978 година е избран за член-кореспондент, а на 15 декември 1988 година за редовен член на Сръбската академия, отдел за исторически науки. Носител е на орден „Свети Сава“, I степен. Умира през април 2017 г. в Белград.